# Bartosz Karwan
Bartosz Karwan (* 13. Januar 1976 in Tychy, Polen) ist ein polnischer Fußballspieler.

## Vereinskarriere
Der Mittelfeldspieler Karwan begann seine Karriere 1992 bei GKS Katowice und wechselte 1997 zum mehrmaligen polnischen Meister Legia Warschau. Bei Legia spielte er sich in die polnische Fußballnationalmannschaft und wechselte 2002 in die Fußball-Bundesliga zu Hertha BSC. In der Bundesliga konnte er sich nicht durchsetzen und brachte es in zwei Jahren auf insgesamt 21 Einsätze. 2004 wechselte er zurück zu Legia Warschau und 2006 schließlich zu Arka Gdynia. Bei Arka Gdynia spielte er vier Saisons, anschließend bei ZET Tychy ein Jahr in der A-Klasse. Seit 2. September 2010 ist er Spieler des Vereins GKS Katowice, der in der 2. polnischen Liga spielt.

## Nationalmannschaft
Zwischen 1998 und 2005 absolvierte Bartosz Karwan 22 Länderspiele für Polen, in denen er vier Tore erzielte.

## Erfolge
- Polnischer Meister (2002 und 2006)
- Polnischer Supercup (1996 und 1998)
- Deutscher Ligapokal (2002)